# ستار سيلو
ستار سيلو ( الأوكرانية: Старе Село؛ البولندية: Stare Sioło) التي تعني القرية القديمة، وهي قرية في لفيف ريون، لفيف أوبلاست، أوكرانيا، معروفة بأنها موقع قلعة كبيرة ، أو بالأحرى حصن للأمراء أوستروغسكي، وهي واحدة من المجتمعات الإقليمية في أوكرانيا.

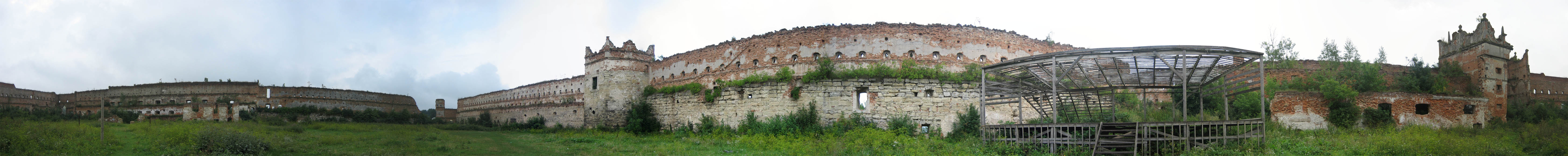
قلعة ستار سيلو للأمير زالاوسكي